# Închisoarea Malmaison
Închisoarea Malmaison a fost un penitenciar aflat în București, folosit de Securitatea Română în primii ani ai regimului comunist din România ca închisoare de tranzit și centru de anchetă. Clădirea, edificată în anul 1844, se află pe Calea Plevnei și a fost în secolul al XIX-lea cazarmă a trupelor de cavalerie. Denumirea închisorii/cazărmii a fost dată în timpul domnitorului Alexandru Ioan Cuza, după domeniul favorit al împăratului francez Napoleon al III-lea, considerat un susținător extern al lui Cuza. Cazarma mai era cunoscută și sub denumirea de Cazarma Sfântul Gheorghe, aici funcționând în prima parte a secolului XX un tribunal militar și un loc de detenție pentru ofițeri.
Malmaison a devenit notorie pentru istoria represiunii din România, în timpul dictaturii lui Ion Antonescu clădirea fiind folosită pe post de închisoare iar în perioada comunistă fiind transformată în centru de detenție și de anchetă al Securității. Închisoarea era alcătuită dintr-o clădire clădire principală cu un etaj, ce avea un coridor lung de circa 60 de metri cu două rânduri de celule, numerotate de la 1 la 49, fiecare găzduind, pe cei 5 metri pătrați ai săi, câte doi deținuți. O altă clădire avea 40 de celule și camere de interogare la etaj, dotate cu uși duble și izolate fonic.
La Malmaison au fost întemnițați, printre alții, Iuliu Maniu, Bebe Brătianu, George Tomaziu și Corneliu Coposu, sau Nicolae Steinhardt. Aici a ajuns și Ecaterina Bălăcioiu-Lovinescu la 71 de ani, în 1960, pentru că a comunicat cu fiica ei, Monica Lovinescu, fugită la Paris, vocea emblematică din exil a Radio Europa Liberă.
În 1977 în clădirea fostei închisori a fost mutat Institutul de Inginerie Chimică IPROCHIM care o administrează în continuare. Institutul a fost privatizat în 1990 și vândut pe acțiuni iar acționarul majoritar este Ministerului Economiei, Antreprenoriatului și Turismului. O parte din spații au fost închiriate, aici funcționând o policlinică privată și Societatea Națională a Apelor Minerale. 
La etajul 1 al corpului B, din anul 2020 funcționează Atelierele Malmaison unde 40 de artiști plastici își au atelierele de lucru. ”Atelierele Malmaison își propun să readucă clădirea în circuitul viu al orașului, inaugurând o nouă etapă în lunga istorie a clădirii.” La momentul mutării, spațiul era într-o stare avariată destul de puternic și nu era funcțional de ceva timp, nu existau băi pe etaj, existau doar câteva wc-uri funcționale în capătul holului, nu era curent electric în spații iar sobele existau, dar nu erau branșate la gaz.
”Atelierele Malmaison ocupă aproximativ 3000 mp din clădirea Malmaison, iar spațiile de lucru sunt ocupate în totalitate pe termen lung. Prin eforturile comunității artistice și cu sprijinul sponsorilor* a fost renovat etajul 1, iar apoi și etajul 2, fiind ocupate acum de 36 ateliere de artiste și artiști (inclusiv un atelier la parter), alături de 9 spații de proiecte coordonate de grupuri artistice, asociații non-profit sau galerii de artă.”